# Rick Okon
Rick Okon (Schwedt/Oder, 1989. április 13. –) német színész.

## Élete és pályafutása
2009-ben fejezte be a hamburgi Rahlstedt középiskolát. 
2005–2010 között színészi órákat vett a hamburgi New Talent Schauspielschule iskolában. 2010–2014 között a Potsdami Babelsberg Konrad Wolf Film Egyetemen tanult. Rick Okon 2006-ban debütált a Großstadtrevier televíziós sorozatban. Azóta rendszeresen dolgozik filmekben és televíziós műsorokban. A Rómeók (2011) alakított szerepéért 2013-ban a Német Színész Díj legjobb fiatal színészének jelölték. 2013-ban Okon az Asperger-szindrómában szenvedő Hansot játszotta az Ein Schnitzel für alle televíziós sorozatban. Ezért 2014-ben a Günter Strack televíziós díjra és a Német Televíziós Akadémia díjára jelölték. 2018-ban Klaus Hoffmann szerepében a A tengeralattjáró című háborús sorozatban szerepelt. 
Hamburgban él.

## Filmjei
- Tetthely (Tatort, 2008–)
- Éljen a rock! (2010)
- Kicsi a bors, de erős (Die Pfefferkörner, 2010)
- Rómeók (2011)
- Letzte Spur Berlin (2013-2017)
- Az istenek ajándéka (2014)
- Klinika - Új generáció (2015)
- Az Öreg (Der Alte, 2015)
- Gyilkossági helyszín (2015)
- Kémek küldetése (X Company, 2015–2016)
- SOKO Leipzig (2015–2016)
- A tengeralattjáró (Das Boot), 2018–2020)

## Fordítás
- Ez a szócikk részben vagy egészben  a   Rick Okon című német Wikipédia-szócikk fordításán alapul.  Az eredeti cikk szerkesztőit annak laptörténete sorolja fel. Ez a jelzés csupán a megfogalmazás eredetét és a szerzői jogokat jelzi, nem szolgál a cikkben szereplő információk forrásmegjelöléseként.